# Vigone
Vigone é uma comuna italiana da região do Piemonte, província de Turim, com cerca de 5.049 habitantes. Estende-se por uma área de 41 km², tendo uma densidade populacional de 123 hab/km². Faz fronteira com Buriasco, Virle Piemonte, Cercenasco, Macello, Pancalieri, Cavour, Villafranca Piemonte.

## Demografia
| Variação demográfica do município entre 1861 e 2011                               |
|                                                                                   |
| Fonte: Istituto Nazionale di Statistica (ISTAT) - Elaboração gráfica da Wikipedia |